# Gnomulus sumatranus
Espèce
Gnomulus sumatranus est une espèce d'opilions laniatores de la famille des Sandokanidae.

## Distribution
Cette espèce est endémique de Sumatra en Indonésie. Elle se rencontre vers le Gunung Singgalang.

## Description
Le syntype mesure 9 mm.
Les mâles mesurent de 8,81 à 8,94 mm et les femelles de 8,19 à 8,47 mm.

## Systématique et taxinomie
Cette espèce a été décrite par Thorell en 1891.

## Étymologie
Son nom d'espèce lui a été donné en référence au lieu de sa découverte, Sumatra.

## Publication originale
- Thorell, 1891 : « Opilioni nuovi o poco conosciuti dell'Arcipelago Malese. » Annali del Museo Civico di Storia Naturale di Genova, vol. 30, p. 669-770 (texte intégral).